# والداشتادیون (اتریش)
والداشتادیون (انگلیسی: Waldstadion) یک ورزشگاه چندمنظوره در شهر پاشینگ، کشور اتریش است. این ورزشگاه در مه ۱۹۹۰ افتتاح شده‌است و ظرفیت آن ۷٬۸۷۰ نفر است. بازی‌های خانگی باشگاه فوتبال لاسک و FC Juniors OÖ، در این ورزشگاه برگزار می‌شود. لاسک تا زمان افتتاح ورزشگاه خود در سال ۲۰۲۲ از این مکان استفاده می‌کند.